# Revolta din Ferentari
Revolta din Ferentari a fost un protest al comunității din cartierul locuit principal de minoritatea romă, Ferentari din București, împotriva debranșărilor locatarilor de la rețeaua de electricitate. 

## Pretext
Pe 13 noiembrie 2006 reprezentanții Electrica au debranșat în ajun de iarnă de la rețeaua de energie electrică numeroase familii, în principal de Romi, ⁣care aveau conexiuni improvizate, sau care nu-și achitaseră facturile. Oamenii foloseau radiatoare electrice ca sursă primară de încălzire a locuințelor, deoarece nu erau conectați la sistemul centralizat. 
Radiatoarele electrice consumă mult curent, ceea ce duce la facturi mai mari si suprasolicitarea rețelei, astfel oamenii, adesea cu venituri mici, nereușind să țină pasul cu facturile. 
Conform asociației de locatari oamenii au plătit de mai multe ori taxa de branșare, dar primăria nu-și dădea acordul pentru începerea lucrărilor, oamenii fiind nevoiți să se branșeze ilegal. Unii locatari reclamă ca au fost debranșați deși erau conectați legal si nu aveau datorii. Debranșările au început în urma unei pene de curent din cartier pe care furnizorul de electricitate a atribuit-o conexiunilor improvizate.
Primele proteste au început luni, 13 noiembrie seara, însă n-au avut loc acte de violență majore, neștiindu-se exact numărul de protestatari.

## Incendiul
În noaptea dintre 13 si 14 noiembrie, a avut loc un incendiu în urma căruia au murit asfixiați 4 copii între 1 si 10 ani. Cauza incendiului a fost o lumânare lăsată de mama copiilor pentru a face lumină în lipsa electricității. Familia trăia in condiții mizere în boxa subsolului, fără acces la electricitate de mai mulți ani, deoarece niciun angajat electrica n-a venit să repare instalația. Incendiul a alimentat nemulțumirea oamenilor, ei începând revolta în forță ziua următoare.

## Revolta
Pe 14 noiembrie, protestatarii în număr aproximat de la 200 (estimarea poliției), la 500, au blocat Bulevardul Pieptănari și au incendiat anvelope și diverse bunuri în semn de protest, cerându-i primarului de sector să vina la fața locului să rezolve situația. Autoritățile au intervenit pentru a dispersa mulțimea si pentru a debloca strada, având loc un conflict cu protestatarii. De asemenea, au intervenit si pompierii pentru a stinge obiectele incendiate, care au recurs la folosirea tunurilor de apa pentru dispersarea mulțimii, iar autospeciala a fost avariată de protestatari. 
Electrica Muntenia Sud a reluat furnizarea de energie către locuitorii cartierului în aceeași seară (14 noiembrie) în urma negocierilor cu administratorii blocurilor, însă fără a exclude o nouă întrerupere a electricității, în cazul unor noi conectări ilegale.

## Reprezentarea în media si rasismul
Revolta a fost menționată în presă de mai multe publicații, dar majoritatea nu redau cu acuratețe complexitatea situației. Povestea dominantă în presă ignoră sărăcia structurală si neglijențele autorităților, implicând că locatarii doar nu vor să-și plătească facturile și îi numește "scandalagii". Incendiul în care au murit 4 copii este și el adesea trecut cu vederea. Știrile se axează pe violența protestatarilor, dar o ignoră sau o justifică pe cea a autorităților, care au decis să disperseze revolta cu forța.
Rasismul este omniprezent, presa răspândind clișeuri precum asocierea violenței și încălcarea legilor cu etnia romă, ignorarea sărăciei structurale cauzată de discriminare în baza că unii oameni ar avea aer condiționat și termopane, atribuirea vinei oamenilor pentru situația dificilă în care se află și numind protestatarii niște "colorați nervoși" și cuvântul rasist „țigani”.